# Super Divas - Maysa
Super Divas - Maysa é um álbum de compilação das músicas da cantora brasileira Maysa, lançado em 2012 pela gravadora EMI. O álbum, lançado em formato de CD, faz parte da coleção "Super Divas", lançada totalmente no ano de 2012. A coleção traz em cada disco, um repertório criteriosamente escolhido de alguma cantora famosa da música brasileira antiga. A compilação diferencia-se de outras coletânias da cantora por apresentar canções ainda inéditas em formato digital e que foram extraídas de compactos e outras fontes menos conhecidas.

## Faixas
| #  | Canção                                                                           | Composição                                                                    | Fonte original                        |
| -- | -------------------------------------------------------------------------------- | ----------------------------------------------------------------------------- | ------------------------------------- |
| 1  | Fantasia de Trombones: "Demais" / "Meu Mundo Caiu" / "Preciso Aprender a Ser Só" | Tom Jobim / Aloysio de Oliveira \| Maysa \| Marcos Valle / Paulo Sérgio Valle | álbum Maysa de 1966                   |
| 2  | "Ouça"                                                                           | Maysa                                                                         | compacto de 1975                      |
| 3  | "Tema de Bravo"                                                                  | Maysa / Júlio Medaglia                                                        | compacto de 1975                      |
| 4  | "Light My Fire" (ao vivo)                                                        | Manzarek / Densmore / Krieger / Morrison                                      | álbum Canecão Apresenta Maysa de 1969 |
| 5  | "Che Mai Farò (Et Maintenant)"                                                   | Gilbert Bécaud / Pierre Delanoé / Vrs. Michele Straniero                      | compacto de 1968                      |
| 6  | "Per Ricominciare (Can't Take My Eyes Off You)"                                  | Bob Crewe / Bob Gaudio / Vrs. Ermanno Parazzini                               | compacto de 1968                      |
| 7  | "San Juanito"                                                                    | J. Roberto / Fábio / Dumont / C. Imperial                                     | compacto de 1969                      |
| 8  | "Castigo" / "Fim de Caso"                                                        | Dolores Duran                                                                 | álbum Maysa de 1974                   |
| 9  | "O Grande Amor"                                                                  | Tom Jobim / Vinicius de Moraes                                                | álbum Maysa de 1974                   |
| 10 | "Ave Maria dos Retirantes"                                                       | Alcyvando Luz / Carlos Coquejo                                                | compacto de 1969                      |
| 11 | "Canção de Chorar"                                                               | Nonato Buzar / Chico Anísio                                                   | compacto de 1969                      |
| 12 | "Tema de Simone"                                                                 | Maysa                                                                         | compacto de 1971                      |
| 13 | "Esse Nosso Olhar"                                                               | Sérgio Ricardo                                                                | disco 78rpm de 1959                   |
| 14 | "Atento, Alerta"                                                                 | Egberto Gismonti / Paulo Sérgio Valle                                         | compacto de 1969                      |
| 15 | "Homem de Bem"                                                                   | César Costa Filho / Aldir Blanc                                               | compacto de 1971                      |
| 16 | "Morrer de Amor"                                                                 | Oscar Castro Neves / Luvercy Fiorini                                          | álbum Maysa de 1966                   |